# Nikołaj Łuzin
Nikołaj Nikołajewicz Łuzin (ros. Николай Николаевич Лузин) (ur. 9 grudnia 1883, Irkuck, Gubernia irkucka, Cesarstwo Rosyjskie – zm. 28 stycznia 1950, Moskwa, RFSRR, ZSRR) – matematyk rosyjski i radziecki znany z wkładu do opisowej teorii mnogości i analizy matematycznej z silnymi powiązaniami z topologią zbiorów punktowych, topologii, teorii równań różniczkowych i teorii szeregów trygonometrycznych, twórca moskiewskiej matematycznej szkoły naukowej nazywanej Łuzitanią, prześladowany w ramach wielkiego terroru w ZSRR.

## Biografia
W latach 1901–1905 studiował matematykę na wydziale fizyko-matematycznym Cesarskiego Uniwersytetu Moskiewskiego, gdzie jego kierownikiem naukowym był Dmitrij Jegorow. W 1910 roku wyjechał na Uniwersytet w Getyndze, gdzie jego kierownikiem naukowym był Edmund Landau. W 1912 roku udał się na Uniwersytet Paryski, gdzie uczestniczył w pracach seminarium Jacquesa Hadamarda, podczas którego zapoznał się m.in. z Emile Borelem i Henri Lebesgue’em. W 1914 roku wrócił do Moskwy, w 1915 roku obronił pracę magisterską, na podstawie której w 1917 roku został profesorem swej uczelni macierzystej. W czasie wojny domowej w Rosji lat 1918–1920 Łuzin wyjechał z Moskwy do Iwanowsko-Wozniesienskiego Instytutu Politechnicznego utworzonego w 1918 roku wskutek ewakuacji Ryskiego Instytutu Politechnicznego, po czym wrócił do Moskwy w 1920 roku.
W 1912 roku Łuzin obalił hipotezę Pierre’a Fatou z 1906 roku przez zbudowanie prawie wszędzie rozbieżnego szeregu trygonometrycznego o współczynnikach zbieżnych monotonicznie do zera, czym zaskoczył większość ówczesnych matematyków. Jego praca magisterska z 1915 roku rozwijała metryczną teorię funkcji, Łuzin podał w niej listę nierozwiązanych problemów, które współcześnie od dziesięcioleci stanowią źródło inspiracji matematyków. W 1919 roku udowodnił ważny wynik teorii właściwości brzegowych funkcji analitycznych dotyczący niezmienności zbiorów punktów granicznych w ramach odwzorowań konforemnych. Wraz ze swym uczniem Michaiłem Suslinem opracował teorię zbiorów analitycznych, oraz wbrew argumentom Lebesgue’a wykazał, że rzut zbioru borelowskiego nie zawsze jest zbiorem borelowskim. Udowodnił, że każda probabilistyczna miara borelowska na przestrzeni polskiej jest wewnętrznie regularna. Był jednym z twórców opisowej teorii mnogości i teorii funkcji, przedmowę do sławnej monografii Łuzina opublikowanej w Paryżu w 1930 roku napisał twórca teorii miary i całki Lebesgue, notatką opatrzył ją jego kolega matematyk polski Wacław Sierpiński.
Oprócz podstawowych twierdzeń z zakresu opisowej teorii mnogości, w teorii funkcji zmiennej rzeczywistej i zespolonej Łuzin uzyskał ważne i w pewnym sensie niemożliwe do udowodnienia wyniki w teorii zginania powierzchni. W dzisiejszej matematyce istnieje wiele pojęć nazwanych jego nazwiskiem, są to np. lemat Łuzina, przestrzeń Łuzina, miara Łuzina, N-własność Łuzina, zbiór Łuzina, twierdzenie Łuzina (więcej niż jedno), twierdzenia Łuzina o separacji, twierdzenie Łuzina o przybliżaniu funkcji mierzalnych na prostej rzeczywistej przez funkcje ciągłe, twierdzenie Suslina-Łuzina o istnieniu zbioru borelowskiego na płaszczyźnie z rzutem nieborelowskim, twierdzenie Łuzina o kategorii zbioru punktów zbieżności bezwzględnej szeregów trygonometrycznych, twierdzenie Denjoy-Łuzina, twierdzenie Denjoy-Łuzina-Saksa, twierdzenie Łuzina-Mieńszowa, twierdzenie Łuzina-Priwałowa o niepowtarzalności w teorii funkcji zmiennej zespolonej. Łuzin uzyskał również fundamentalne wyniki w macierzowej teorii równań różniczkowych bezpośrednio związane z teorią sterowania automatycznego. Jego wyniki są wciąż rozwijane i uogólniane przez współczesnych matematyków, przykładami są wielowymiarowe twierdzenie Łuzina, nieprzemienne twierdzenia Łuzina, twierdzenia Łuzina dla multifunkcji.
Członek zagraniczny Polskiej Akademii Umiejętności (1928), członek rzeczywisty Akademii Nauk ZSRR (1929).

## Łuzitania

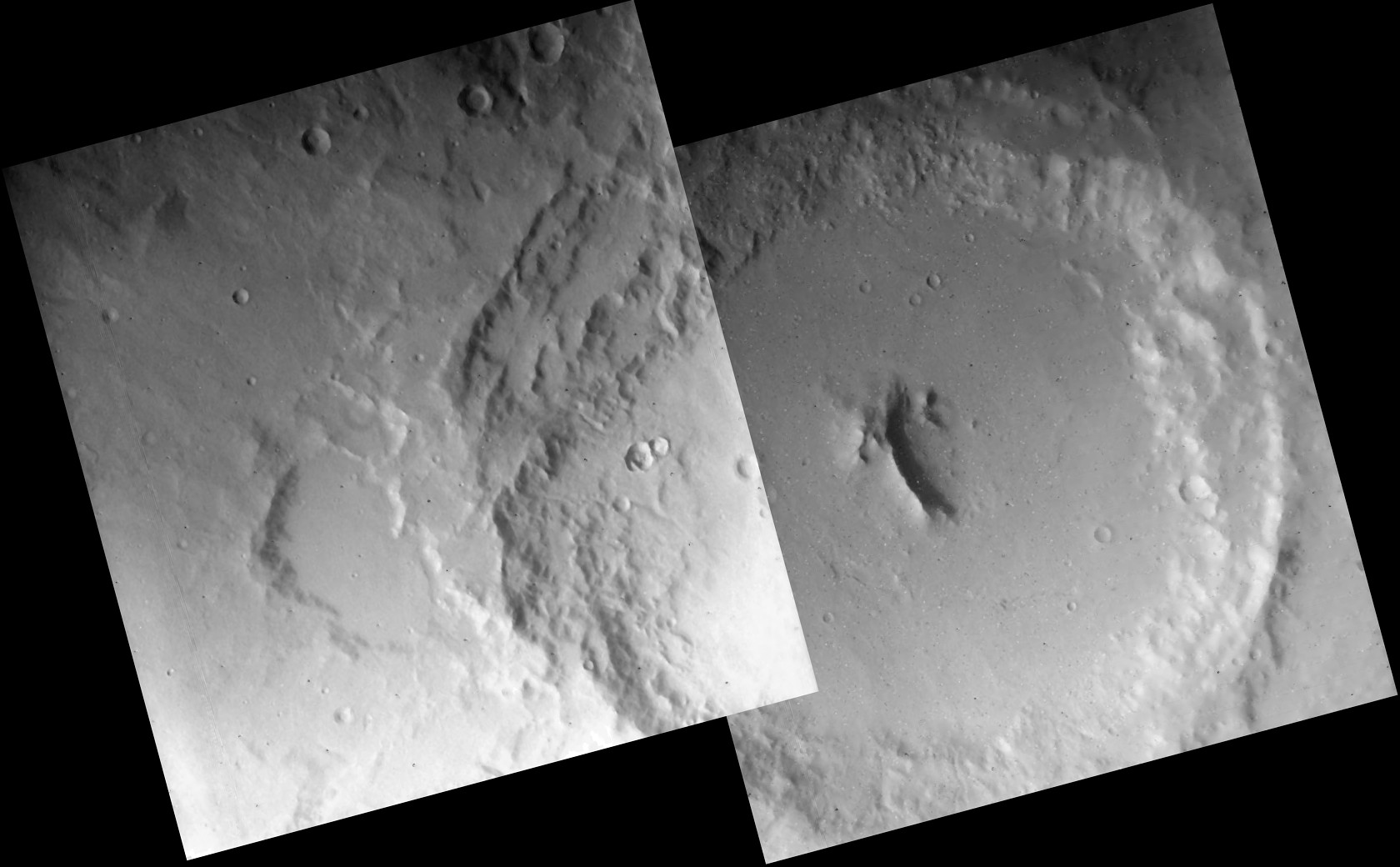
Krater uderzeniowy Łuzin na Marsie nazwany na cześć Nikołaja Łuzina

Szkoła naukowa Łuzina zwana Łuzitanią istniała w Moskwie w latach 1920–1930. Rozwijała niezależne myślenie, umiejętność stawiania problemów w nowy sposób, dzielenia ich na nowe zadania i szukanie obejść. Na przykład obowiązywała niepisana zasada: jeśli aspirant otrzymał niezależny wynik w dziedzinie przedmiotu egzaminu, to podczas egzaminu był pytany tylko o ten wynik. Chociaż czas istnienia Łuzitanii zbiegł się z ogólną dewastacją ZSRR i najtrudniejszym okresem w historii Uniwersytetu Moskiewskiego, szkołę cechowała atmosfera twórczości połączonej z żartem i intelektualnym karnawałem, teatr naukowy w którym wszyscy byli aktorami, myślenie „tu i teraz”, jawność pośrednich dróg myślenia, publiczność i widoczność dla wszystkich procesów myślenia. Uczniami Łuzina byli m.in. Pawieł Aleksandrow, Aleksandr Chinczyn, Andriej Kołmogorow, Łazar Lusternik, Michaił Ławrientjew, Piotr Nowikow, Lew Sznirelman. „Wnukowie” naukowi Łuzina to np. szkoła Kołmogorowa, m.in. Władimir Arnold, Izraił Gelfand, Jakow Sinaj i Władimir Uspienski, szkoła Aleksandrowa, m.in. Lew Pontryagin i Andriej Tichonow, szkoła Ławrientjewa, m.in. Mstisław Kiełdysz i Leonid Siedow, szkoła Chinczyna, m.in. Aleksandr Gelfond, szkoła Lusternika, m.in. Andrzej Granas. Hierarchię członków Łuzitanii przyjęto określać za pomocą tzw. „alefów”, litery {\displaystyle \aleph } tradycyjnie używanej do oznaczenia mocy zbiorów nieskończonych w teorii mnogości, każdy nowo przybyły otrzymał tytuł {\displaystyle \aleph _{0},} każde osiągnięcie zostało dodane do indeksu, Aleksandrow i Pawieł Uryson otrzymali wysokie tytuły {\displaystyle \aleph _{5},} Łuzin miał tytuł {\displaystyle \aleph _{17}} i ten symbol stał się herbem szkoły.
Obecnie znanych jest blisko 7000 naukowych potomków Nikołaja Łuzina. Łuzitania skupiała się głównie wokół dogłębnych badań analizy matematycznej, opisowej teorii mnogości i teorii funkcji. Szkoła uzyskała fundamentalne wyniki, np. Aleksandrow, rozwiązując problem liczności zbiorów borelowskich, pokazał, że wszystkie te zbiory uzyskuje się ze zbiorów domkniętych za pomocą jednej nowej, skonstruowanej przez siebie operacji, zaś Suslin udowodnił, że klasa zbiorów uzyskanych dzięki tej operacji jest znacznie szersza niż borelowskich i nazwał je A-zbiorami, podczas gdy Kołmogorow skonstruował przykład funkcji całkowitej o prawie wszędzie rozbieżnym szeregu Fouriera. Szkoła Łuzina miała ogromny wpływ na kształtowanie się matematyki radzieckiej, wśród jej członków jest ogromna liczba wybitnych matematyków, co schematycznie przedstawia się w postaci tzw. drzewa Łuzina. W 1915 roku matematyk polski Wacław Sierpiński trafił do Moskwy, internowany za obywatelstwo niemieckie, gdzie Jegorow i Łuzin pomogli mu w uzyskaniu pozwolenia na swobodne przebywanie w mieście, wskutek czego Sierpiński uczestniczył w tworzeniu moskiewskiej szkoły matematycznej zaś zażyłości między uczonymi i bliskie kontakty między członkami ich szkół trwały do połowy lat 30. XX wieku.
Wewnątrz Łuzitanii poważne konflikty rozpoczęły się jeszcze w 1919 roku, śmierć Suslina w wyniku epidemii tyfusu nastąpiła w okresie jego ostrego sporu z Łuzinem, sytuacja znacznie pogorszyła się wraz z nagłą śmiercią Urysona, strażnika wszystkich tajemnic Łuzytanii, wskutek utonięcia w 1924 roku podczas wypoczyku z Aleksandrowem we Francji. W 1930 roku, w dobie rewolucji kulturowej w ZSRR lat 1928–1931, grupa Moskiewskiego Towarzystwa Matematycznego, w skład której wchodzili Lusternik, Sznirelman, Gelfond i Pontrjagin pod kierownictwem czeskiego pochodzenia filozofa marksistowskiego Arnošta Kolmana znanego jako Ernst Kolman, ogłosiła program reorganizacji matematyki i zbliżenie jej z zadaniami budownictwa socjalistycznego które wcielał walnie polskiego pochodzenia wiceprezydent Akademii Nauk ZSRR Gleb Krżyżanowski oraz twierdziła, że wśród matematyków pojawili się aktywni kontrrewolucjoniści, wskazując bezpośrednio m.in. na Łuzina i Jegorowa. Jegorow, znany przeciwnik bolszewizacji nauki radzieckiej, został aresztowany na podstawie przekonań religijnych, przez co zmuszony został do opuszczenia stanowiska dyrektora Moskiewskiego Towarzystwa Matematycznego, które następnie objął Kolman. Wskutek tego Łuzin opuścił Moskiewskie Towarzystwo Matematyczne i Uniwersytet Moskiewski, zaś Jegorow zmarł w 1931 roku po strajku głodowym w więzieniu NKWD. Po klęsce „jegorowizmu” Kolman w 1931 roku opublikował siedem artykułów skierowanych przeciwko „jawnemu idealiście i solipsyście” Łuzinowi i jego teorii zbiorów analitycznych, złożył donos na Łuzina do NKWD, zaś I Ogólnorosyjska Konferencja Planowania Matematyki w Moskwie na podstawie jego raportu przyjęła rezolucję „O kryzysie burżuazyjnej matematyki i odbudowie matematyki w ZSRR” oskarżającą Łuzina o idealizm który doprowadził do „kryzysu w podstawach matematyki”.

## Sprawa akademika Łuzina i łuzinizm
Donos Kolmana stał się pierwszym dokumentem w postępowaniu znanym jako sprawa akademika Łuzina. W 1933 roku przyjaciel Łuzina ksiądz prawosławny Pawieł Fłorienski, rozstrzelany w 1937 roku na mocy wyroku kary śmierci wydanego przez trójkę NKWD, został aresztowany i skazany za sfabrykowaną sprawę Centrum Narodowo-Faszystowskiego. Podczas wymuszonych brutalnymi torturami zeznań Fłorienski zeznał, że Łuzin kierował działaniami tego centrum w zakresie polityki zagranicznej wykonując osobiste wytyczne Adolfa Hitlera. W 1936 roku Łuzin padł ofiarą wielkiego terroru w ZSRR, gdy publiczne prześladowania polityczne przeciwko niemu rozpoczęły się od dwóch anonimowych artykułów opublikowanych na łamach partyjnej gazety Prawda wskutek czego powołano specjalną komisję przy Prezydium Akademii Nauk ZSRR, której kierownikiem był Krżyżanowski i w skład której weszli m.in. uczniowie Łuzina tacy jak Aleksandrow, Bernstein, Chinczyn, Sznirelman, jak również innymi członkowie Akademii Nauk ZSRR Aleksiej Bach, Aleksandr Fersman, Nikołaj Gorbunow, Siergiej Sobolew, Otto Szmidt i Iwan Winogradow, zaś w jej posiedzeniach uczestniczył Kolman, ówczesny kierownik działu nauki Komitetu Miejskiego Wszechzwiązkowej Komunistycznej Partii (bolszewików) i domniemany autor oszczerczych artykułów prasowych. Krżyżanowski i Fersman wypracowali rozkaz władz ograniczający publikacje zagraniczne i kontrolujący stosunki zagraniczne Łuzina, lecz nie dążył do surowego ukarania Łuzina, podczas gdy Aleksandrow, Kołmogorow i Chinczyn wykorzystali sprawę do wyrównywania rachunków z czasów Łuzitanii oraz do walki o władzę w Akademii Nauk ZSRR i wpływ w środowisku matematyków. Według niektórych badaczy, w latach 30. XX wieku Aleksandrow i Kołmogorow byli w związku homoseksualnym, podobnie jak wcześniej Aleksandrow i Uryson, zaś radzieckie władze państwowe szantażem wymusiły ich zeznania przeciwko Łuzinowi. Sobolew i Szmidt oskarżyli Łuzina o nielojalność wobec władzy radzieckiej. W kolejnym artykule Prawdy uczniowie oskarżyli swego nauczyciela o służalczość wobec nauki zachodniej, co zostało bardzo negatywnie ocenione przez uczonych zagranicznych takich jak Lebesgue i Sierpiński. Ławrientjew i Nowikow odmówili pracy w komisji, natomiast Bernstein, Aleksiej Kryłow, Nikołaj Nasonow, Nikołaj Kurnakow i Władimir Wiernadski bronili Łuzina. Piotr Kapica, laureat Nagrody Nobla w dziedzienie fizyki w 1978 roku, w liście do ówczesnego przewodniczącego Rady Komisarzy Ludowych ZSRR Wiaczesława Mołotowa również otwarcie bronił Łuzina. Zdecydowano, że działania Łuzina wyrządziły krzywdę nauce radzieckiej, orzeczenie następnie złagodzono i Łuzin pozostał członkiem Akademii Nauk ZSRR, nie został uwięziony lub skazany na śmierć. Piętno wroga w masce radzieckiej publicznie nadane Łuzinowi przez Kolmana bardzo skomplikowało ostatnie czternaście lat życia Łuzina, dłuższy czas był bezrobotny i bez środków do życia. Tymczasem, Kolman finalnie sam padł ofiarą wielkiego terroru w ZSRR, do śmierci Stalina spędził 3 lata w więzieniu śledczym w siedzibie głównej NKWD na moskiewskiej Łubiance, w 1976 roku szukając azylu w Szwecji w wieku 84 lat wyrzekł się swojej radzieckiej przeszłości na piśmie zaś Czechosłowacka Akademia Nauk unieważniła jego członkostwo. W 1939 roku Łuzin został zatrudniony w Instytucie Automatyki i Telemechaniki Akademii Nauk ZSRR w Moskwie, gdzie bronił innych prześladowanych uczonych. Wskutek sprawy akademika Łuzina radzieccy uczeni znacznie ograniczyli swoje publikacje w zagranicznych czasopismach naukowych a ich kontakty zagraniczne zostały drobiazgowo przejrzane przez służy specjalne ZSRR. Powołano komisje do walki z „łuzinizmem”, ojciec fizyki radzieckiej Abram Ioffe został mianowany przewodniczącym komisji ds. łuzinizmu w fizyce w ramach Komisji Pomocy Uczonym przy RKL ZSRR, która oficjalnie zajmowała się zakupem literatury zagranicznej i opłacaniem składek członkowskich dla uczonych radzieckich w zagranicznych towarzystwach naukowych. Sprawa akademika Łuzina dała radzieckim władzom państwowym wolną rękę, otworzyła nasilone masowe prześladowania uczonych radzieckich, jednym z jej skutków był areszt i śmierć genetyka Nikołaja Wawiłowa, następnie areszt fizyka Lwa Landaua, laureata Nagrody Nobla w dziedzienie fizyki w 1962 roku, i prześladowania jego otoczenia naukowo-badawczego. Prezydium Rosyjskiej Akademii Nauk uchwałą z 2012 roku uchyliło uchwałę Akademii Nauk ZSRR z 1936 roku w sprawie akademika Łuzina.